# Назалізація
Назаліза́ція (від фр. nasal — «носовий») — вимова звуків мови, що полягає у пониженні м'якого піднебіння та одночасному виході повітря через рот та ніс. Одночасна активація ротового та носового резонаторів надає звуку особливого тембру. Назалізовані (носові) голосні можуть виступати окремими фонемами у певних мовах, зокрема у французькій, польській, португальській, де вони складають пари до неназалізованих: a — ã, o — õ, i — ĩ, та інші. Порівняймо до прикладу французькі мінімальні пари: va [va] «іди!» — vent [vã] «вітер», barreau [baRo] «стрижень» — baron [baRõ] «барон».
Назалізація виникає також і в українській мові, зокрема коли голосний передує або наслідує носовим приголосним ([н] та [м]). Тобто у словах ну, мак голосний вимовляється з назалізацією порівняно зі словами ту, пак, де він звучить без назалізації. Але на відміну від вищенаведених мов, в українській мові назалізовані (носові) звуки не є фонемами, а є лише позиційними варіантами звуків, тому назалізація в українській мові не несе функцію розрізнення змісту слова.
З плином часу назалізація може втрачатися, це явище називається деназалізацією. Так, колись були назалізовані голосні і в спільнослов'янській мові, але давньоруська мова їх уже була втратила. У спільнослов'янській існувало два носові звуки: [ẽ] і [õ]. Вони були збереглися ще у старослов'янській, де записувалися відповідними буквами — малим юсом (ѧ) та великим юсом (ѫ). Наприклад, старослов. пѧть [pẽtь] «5» або сѫдъ [sõdъ] «суд». У давньоруській, а за нею і українській, юси втратили назалізацію та перетворилися, відповідно, на ['а] та [у]: п'ять, суд. А от у польській мові носові збереглися: pięć [p'ẽć], sąd [sõt].

## Назалізація приголосних
[вн] → [мн]
У південно-західних говорах української мови і трохи в південно-східних досить поширеним є явище зміни [в] → [м] у буквосполуках вн, що є результатом регресивної асиміляції. Найчастіше це відбувається у буквосполуках рівн, як-от: рівний → рімний, рівняти → рімняти, а також ковнір → комнір, давно → дамно, внук → мнук, славно → сламно, здавну → здамну тощо. Така назалізація приголосних відбувається лише в рядах окремих слів.
[бн] → [мн]
Рідше по західних говорах (найчастіше в карпатських і бойківських) є явище зміни [б] → [м] у буквосполуках бн, як-от:  дрібний → дрімний, зрібний → зрімний, хабник → хамник, срібний → срімний, потрібно → потрімно .
[бм] → [мм]
У північних говірках Буковини і в гуцульськім говорі можна спостерігати перехід [б] → [м], унаслідок чого виникає подвоєння [мм] і стягнення його в один звук [м]:  обміліти → омміліти → оміліти, обманути → омманути.
[дн] → [нн]
Нечастим є явище зміни [д] → [н] у буквосполуках дн, що подибуємо в бойківських, гуцульських, закарпатських і частині північнолемківських говорах, як-от:  холодний → холонний, задній → занній, гідний → гінний, підняти → пінняти, трудно → трунно, одна → онна, днесь → ннесь, рідний → рінний, однак → оннак, студня → стуння. Інколи спрощення відбувається й надалі, як у слові кланя ← клання ← кладня (копа). Так само в бойківськім говорі відбувається стягнення [нн] в [н]:  Ністер ← Нністер ← Дністер ,  несь ← ннесь ← днесь .
Інше
Дуже рідким явищем назалізації приголосних є перехід [л'н] → [нн], що відбувається в декількох словах:  конопельник → конопенник, пильний → пинний, мельник → менник, ворожильник → ворожинник, ретельний → ретенний .